# 中国地震局工程力学研究所
中国地震局工程力学研究所（简称工力所；原名中国科学院土木建筑研究所，曾经更名中国科学院工程力学研究所、国家地震局工程力学研究所，1998年改为现名），中国地震局直属研究所。该所始建于1954年，由中国地震工程学奠基人、中国科学院学部委员刘恢先教授任首任所长。该所以地震工程和安全工程为主要研究方向，为公益性研究机构。